# Eurytoma hirsuta
Eurytoma hirsuta är en stekelart som beskrevs av Bugbee 1941. Eurytoma hirsuta ingår i släktet Eurytoma och familjen kragglanssteklar. Inga underarter finns listade i Catalogue of Life.